# Brachysiphon
Brachysiphon é um género botânico pertencente à família Penaeaceae.